# Anomalia da glicemia em jejum
A anomalia da glicemia em jejum (AGJ), também conhecida como pré-diabetes, é uma condição médica na qual o nível de glicose no sangue em jejum se encontra constantemente elevado em relação ao que é considerado normal, mas que, no entanto, não é suficientemente elevado para ser diagnosticado como diabetes mellitus. Este estado pré-diabético está associado com a resistência à insulina e com o risco agravado de doenças cardiovasculares, embora com menor risco do que no caso de tolerância diminuída à glicose (TDG). Caso a pessoa não tome a iniciativa de alterar o seu estilo de vida, a AGJ pode progredir para diabetes mellitus tipo 2. Há um risco de progressão de 50% no prazo de dez anos, e um estudo recente sugeriu menos três anos como o tempo médio de progressão.